# (3323) Turgenev
(3323) Turgenev est un astéroïde de la ceinture principale.

## Description
(3323) Turgenev est un astéroïde de la ceinture principale. Il fut découvert le 22 septembre 1979 à Naoutchnyï par Nikolaï Tchernykh. Il porte le nom de Ivan Tourgueniev. Il présente une orbite caractérisée par un demi-grand axe de 2,56 UA, une excentricité de 0,19 et une inclinaison de 0,7° par rapport à l'écliptique.

## Compléments